# Kachamak

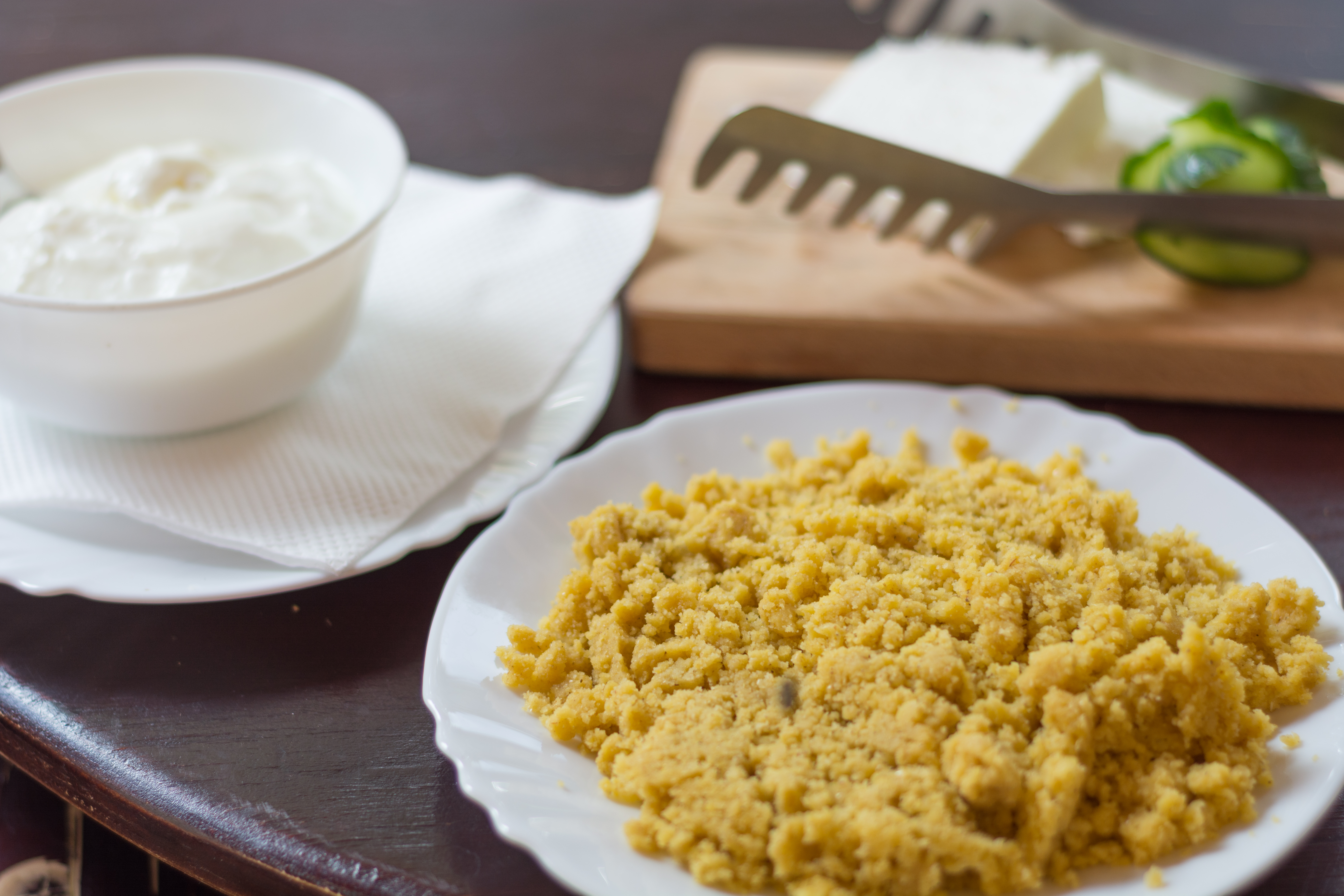
Kachamak dans un restaurant traditionnel de Macédoine.

La kachamak, est le nom d'un plat macédonien, serbe et bulgare à base de maïs jaune. C'est l'équivalent de la polenta italienne ou de la mămăligă roumaine.
Ce plat se sert principalement avec du sir/sirene, un fromage en saumure ou des morceaux de prăzhki (пръжки ), du lard frit avec la couenne.